# Río (Grèce)
Pour les articles homonymes, voir Rio.
Río (en grec ancien Ῥίον / Rhíon, en grec moderne : Ρίο / Río) est une ville de Grèce, au nord du Péloponnèse, sur le golfe de Corinthe, au nord-est de la conurbation de Patras.
Reliée au centre de la conurbation par le train de banlieue de Patras, Rio abrite l'Université de Patras, une des plus grandes de Grèce, et le deuxième hôpital de Patras. Les bords de mer sont très agréables les soirs d'été. Les habitants y aiment diner sous la lumière bleue du pont Rion-Antirion. Un casino est présent près du pont.